# Pee-wee Herman
Pee-wee Herman es un personaje cómico ficticio creado e interpretado por el fallecido cómico estadounidense Paul Reubens. Es conocido por una serie de televisión y tres películas, creadas durante los años 1980, en las que el personaje de Pee-wee Herman adopta un comportamiento adulto. En 1981 protagonizó un especial de HBO con el que ganó popularidad, por lo que Rubens tuvo un papel protagonista con su personaje en la película La gran aventura de Pee-Wee en 1985, atenuando su tono dirigido hacia adultos para el público infantil. Esto allanó el camino para Pee-wee's Playhouse, a un premio Emmy por la serie infantil que trasmitió CBS desde 1986 a 1991. Otra película llamada Big Top Pee-wee, fue lanzada en 1988.
Reubens fue arrestado por masturbarse dentro de una sala cinematográfica de las  denominadas "para adultos" el 26 de julio de 1991 en Sarasota, Florida, causando un frenesí de los medios sobre el actor y su personaje de Pee-wee Herman. Después de estar en un estado de shock durante semanas, Reubens fue perseguido por la detención durante varios años, negándose a dar entrevistas o aparecer en programas de entrevistas. Debido a la atención negativa de los medios, Reubens decidió dejar de lado su alter ego durante la década de 1990, y poco a poco lo resucitó durante la década siguiente. Fue en ese momento cuando Reubens tuvo planes dirigidos a escribir la nueva película de Pee-wee, Pee-wee's Playhouse: The Movie. En junio de 2007 Reubens apareció como Pee-wee Herman, por primera vez desde 1991 en los Premios Guys Choice de Spike TV.
El 18 de marzo de 2016 se estrenó para Netflix el largometraje Pee-wee's Big Holiday dirigido por John Lee. El guion fue escrito por el director de la película Paul Rust y el propio Paul Reubens y fue producida por Judd Apatow.

## Origen
En la década de 1970, Reubens se unió al equipo de comedia de improvisación de Los Ángeles The Groundlings y permaneció como miembro del grupo durante seis años, trabajando con Bob McClurg, John Paragon, Susan Barnes y Phil Hartman. Este último y Reubens se hicieron amigos cercanos, a menudo escribiendo y trabajando en el material juntos. Reubens escribió bocetos y desarrolló sus habilidades de improvisación. También forjó una amistad agradable y relación de trabajo con Hartman, con quien desarrolló el personaje de Pee-wee Herman.
En 1977, el equipo de The Groundlings realizó presentaciones en la que sus miembros crearon personajes que uno podría ver en un club de comedia. Reubens decidió interpretar a un tipo que todo el mundo inmediatamente sabía que nunca lo haría como un cómic, en parte porque Reubens no recordaba las bromas en la vida real - que tenía problemas para recordar chistes y no podía construir adecuadamente la información en orden secuencial. Pee-wee Herman nació esa noche, junto a su distintivo gutural "Ha Ha", seguido de un bajo "Heh Heh Heh", el cual se convirtió en la risa emblemática del personaje, al igual que su frase para regresar insultos "I know you are, but what am I?" ("Eso eres tú, ¿y yo qué soy?").
El look de Pee-wee Herman está conformado por un traje gris a cuadros cañada que era originalmente un traje a medida que Rubens había tomado del director de The Groundlings, Gary Austin, y un lazo rojo pequeño que le fue dado por un conocido. La ropa a cuadros de Pee-wee y su personalidad fueron en gran parte similar al presentador infantil de televisión de los años 1950 Pinky Lee. También se incorporaron en su aspecto el cabello negro y corto, la piel pálida con colorete rojo y lápiz labial rojo.